# Société de livraison des ouvrages olympiques
 (septembre 2018).
Si vous disposez d'ouvrages ou d'articles de référence ou si vous connaissez des sites web de qualité traitant du thème abordé ici, merci de compléter l'article en donnant les références utiles à sa vérifiabilité et en les liant à la section « Notes et références ».
La Société de livraison des ouvrages olympiques (Solideo), établissement français public créé par la loi du 28 février 2017, est chargée de la livraison des ouvrages et des opérations d’aménagement nécessaires à l’organisation et au déroulement des Jeux olympiques d'été de 2024. Les ouvrages et aménagements réalisés à cette fin demeureront au-delà des Jeux, ce qui constituera le volet « héritage » de cette manifestation sportive. La Solideo se distingue en cela du Comité d’organisation des Jeux olympiques et paralympiques (COJO Paris 2024), chargé de l’événementiel et des ouvrages provisoires. 
Le conseil d’administration est présidé par la maire de Paris, Anne Hidalgo. La direction générale exécutive de la Solideo est assurée par Nicolas Ferrand, haut fonctionnaire.

## Composition et règles de fonctionnement
Conformément au décret du 27 décembre 2017 relatif à la création de l'établissement public Société de livraison des ouvrages olympiques, la Solideo est placée sous la tutelle conjointe des ministres chargés des sports, de l'urbanisme et du budget. Elle a les compétences d’un établissement public d’aménagement (EPA).
Elle est administrée par un conseil d'administration de 38 membres, composé de 19 représentants de l'État, 12 représentants des collectivités territoriales et de leurs établissements publics, le président du Comité d'organisation des Jeux olympiques et paralympiques (personnalité qualifiée), le président du Comité national olympique et sportif français (personnalité qualifiée), le président du Comité paralympique et sportif français (personnalité qualifiée), deux représentants élus par le personnel et deux personnalités qualifiées désignées par le Premier ministre. Le conseil d’administration est présidé par la maire de Paris, Anne Hidalgo, qui organise et dirige ses travaux et s’assure de la bonne coordination avec les autres organismes chargés de l’organisation des Jeux. Les quatre vice-présidents sont : le directeur de l’Habitat, de l’Urbanisme et des Paysages (DHUP) du ministère de la Transition écologique et solidaire, représentant de l’État ; le représentant de la présidente de la région Ile-de-France, Valérie Pécresse, Vincent Roger, conseiller régional d'Île-de-France, délégué spécial de la région Île-de-France pour Paris 2024 ; Stéphane Troussel, président du département de la Seine-Saint-Denis ; Patrick Ollier, président de la métropole du Grand Paris. La gestion de l’établissement est assurée par Nicolas Ferrand, directeur général exécutif.

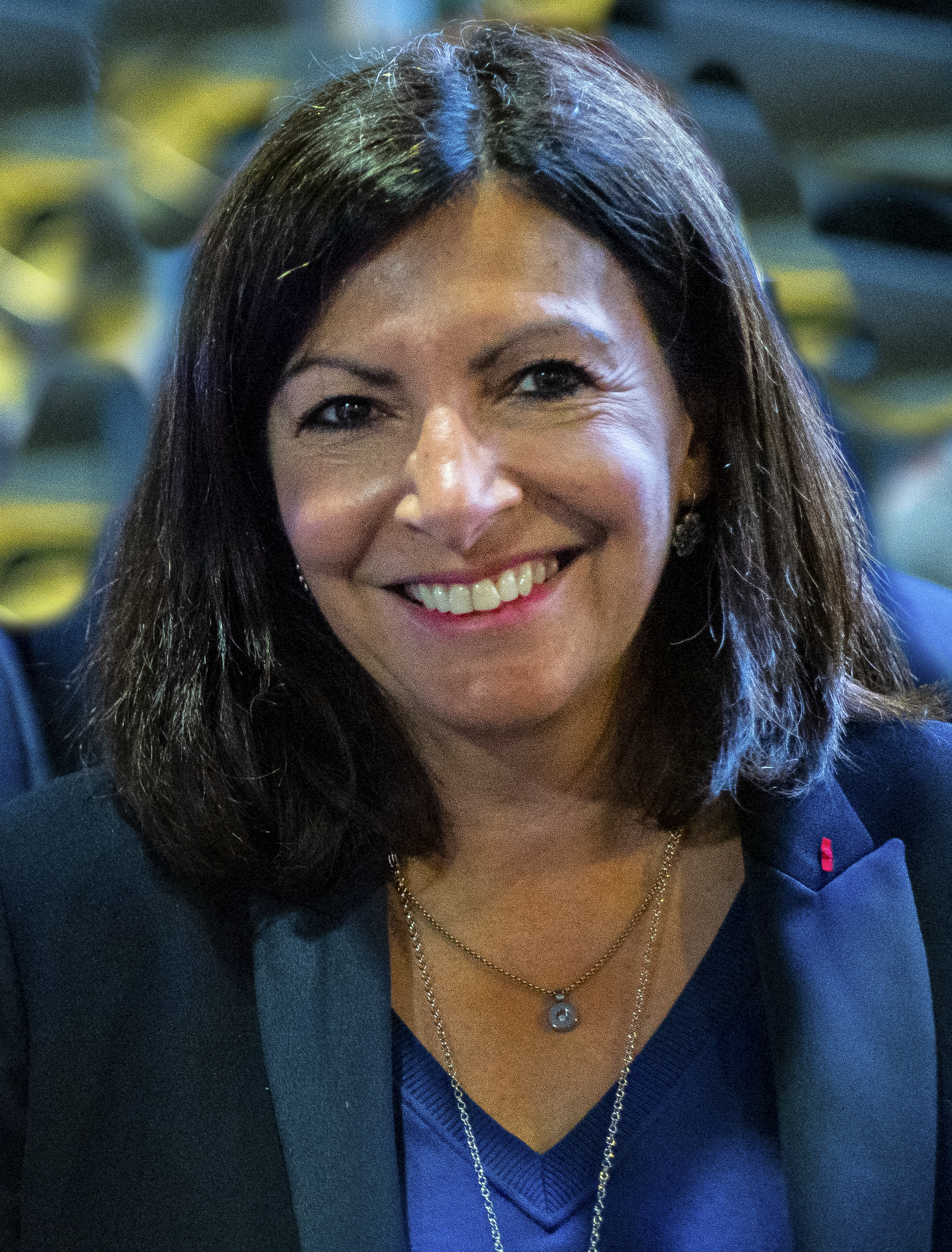
Anne Hidalgo, maire de Paris, présidente
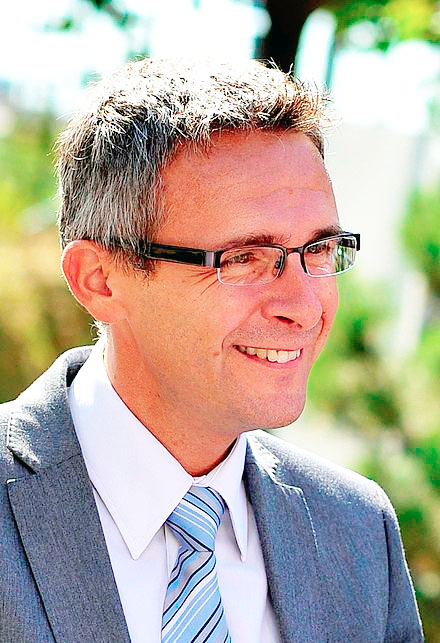
Stéphane Troussel, président du conseil départemental de la Seine-Saint-Denis, vice-président
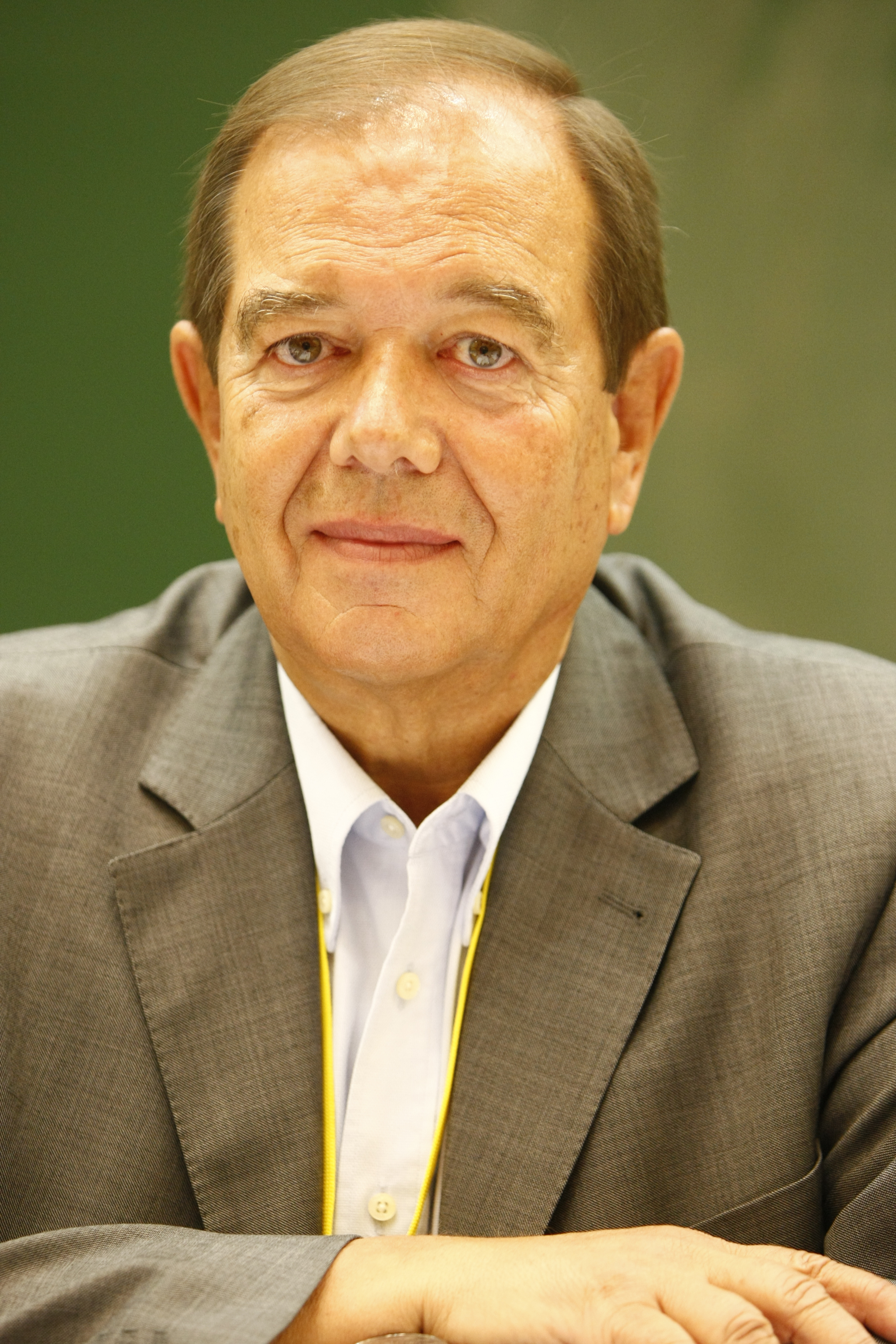
Patrick Ollier, président de la Métropole du Grand Paris, vice-président

## Mission
Dans le respect de la convention passée avec le Comité d'organisation Paris 2024, la Société de livraison des ouvrages olympiques veille à la livraison, dans les délais et les conditions, notamment en matière de développement durable, de l'ensemble des ouvrages et veille à la réalisation de l'ensemble des opérations d'aménagement qui sont directement nécessaires à l'organisation et au déroulement des Jeux. 
À la fois directeur des investissements publics et aménageur, la Solideo a la responsabilité opérationnelle en termes de programmation, de coûts et de délais, aussi bien sur les projets dont elle a la maîtrise d’ouvrage directe (village olympique et paralympique, Cluster des médias, abords du Stade de France…) que sur les projets dont la maîtrise d’ouvrage est confiée à d’autres opérateurs publics ou privés.
Quarante objets olympiques pérennes doivent être réalisés par 29 maîtres d’ouvrages différents — notamment l’État, la Solideo, la Caisse des dépôts, les villes de Paris, Marseille, Élancourt et Le Bourget, l’EPT Plaine Commune, Voies navigables de France, la métropole du Grand Paris, les conseils départementaux des Hauts-de-Seine et de Seine-Saint-Denis, le consortium du Stade de France, Viparis, RTE, la Réunion des musées nationaux et Universeine (Vinci). Ces ouvrages concernent les sites olympiques de compétition, mais également quelques sites d’entraînement. 
Le village olympique et paralympique, ouvrage central des Jeux, s’étendra sur 51 hectares au contact de la Seine et du carrefour Pleyel, à l’interface des communes de Saint-Denis, Saint-Ouen et de L'Île-Saint-Denis. La maîtrise d’ouvrage du projet d’aménagement est assurée par la Solideo en partenariat avec la SEM Plaine Commune développement. Le village olympique et paralympique devra permettre d'héberger 15 615 membres des délégations (athlètes, entraîneurs, préparateurs, équipes médicales, etc.) et accompagnants. Les hébergements livrés pour les JOP2024 se transformeront en 2025 en 2 200 logements familiaux, 900 chambres d’étudiants, deux hôtels et 100 000 m2 de bureaux.
Le conseil d'administration de la Solideo a adopté le 5 juillet 2018 la charte en faveur de l’emploi et du développement territorial, s'appliquant à l’ensemble des maîtres d’ouvrage publics et privés contractualisant avec la Solideo. Elle distingue trois grands types d'engagements : 10 % des heures travaillées à réserver à des personnes très éloignées de l'emploi, mais aussi aux personnes en alternance, ou aux résidents des quartiers prioritaires de la politique de la ville ; 25 % des marchés à rendre accessibles à des TPE / PME / structures de l'économie sociale et solidaire (dont les structures de l’insertion par l’activité économique et les structures du secteur protégé au titre du handicap) ; pour des chantiers socialement exemplaires : lutter contre le travail illégal, les pratiques anticoncurrentielles, les discriminations, et garantir la qualité des conditions de travail.

## Financement
Dans une interview au Journal du Grand Paris en date du 2 septembre 2018, le directeur général exécutif de la Solideo, Nicolas Ferrand, a détaillé le financement de l’établissement : « Le budget de la Solideo s’élève à 3,2 milliards, avec 1,5 milliard d’argent public et 1,7 milliard d’argent privé. Car nous supervisons à la fois les équipements construits sous maîtrise d’ouvrage directe de la Solideo, et ceux bâtis par des acteurs privés, que représente le 1,7 milliard d’euros précité. Ces bâtiments vont être mis à la disposition des Jeux le temps de l’événement et les promoteurs en retrouveront ensuite la jouissance. […] Sur 1,5 milliard d’euros, un milliard provient de l’État français, 150 millions d’euros de la ville de Paris, autant de la région Ile-de-France, soit 1,3 milliard. Ensuite, 70 millions viennent du département de la Seine-Saint-Denis et 15 millions de la métropole du Grand Paris. Plaine Commune, Saint-Quentin-en-Yvelines ou la ville de Marseille contribuent également au financement de la Solideo, englobant ses investissements, mais aussi son fonctionnement. »

## Concertations et héritage des jeux
Les ouvrages financés et supervisés sont censés être conçus dès le départ dans la perspective de « l’après-Jeux » (l’héritage), où ils seront reconvertis en logements, bureaux, équipements publics dans le cadre d’un projet territorial global. Les principaux projets sont soumis à concertations, qu’il s’agisse du village olympique et paralympique, du Cluster des médias et d’autres ouvrages dont la Solideo a la supervision sans en être maître d’ouvrage (ZAC Plaine Saulnier, etc.).

## Crise interne
Des troubles graves au sein de Solideo, notamment au sein de la direction des relations institutionnelles, de la communication et de la sécurité (DRICS) entrainent en avril 2021 la suspension de trois salariés et un audit. La DRICS est mise en cause pour une série de propos racistes et misogynes, notamment de la part de Benoît Piguet,.